# Cubillos del Sil
Cubillos del Sil is een gemeente in de Spaanse comarca El Bierzo van de provincie León in de autonome regio Castilië en León met een oppervlakte van 53,41 km². Cubillos del Sil telt 1.813 inwoners (1 januari 2016).